# Meglio un mercoledì da leone
Meglio un mercoledì da leone (The Sin of Harold Diddlebock) è un film del 1947 scritto e diretto da Preston Sturges che lo produsse insieme a Howard Hughes. È l'ultimo film interpretato dal grande comico Harold Lloyd.

## Trama
Il film si apre con l'ultima sequenza di Viva lo sport, dove Harold vince una partita di football, ma ventidue anni dopo si è ridotto a fare l'archivista di una società pubblicitaria. Un giorno decidono però di licenziarlo e, nel congedarsi dalla collega Otis, Harold le confessa di averla sempre amata, così come ha sempre amato le sue sette sorelle che, prima di lei, si sono susseguite nell'ufficio. È mercoledì e Harold, finalmente libero da ogni impegno, decide di ubriacarsi e con i soldi di un'imprevista vincita si compra un circo. Quando si sveglia il giorno dopo ha un problema: vendere il circo.

## Il film
Secondo la critica attuale il film risultò come uno dei peggiori e più tristi interpretati da Harold Lloyd; infatti lo dice il titolo stesso La fine di Harold Diddlebock, ovvero il personaggio della pellicola interpretato da Lloyd. Le riprese iniziarono nel 1945, volute anche dal produttore milionario Howard Hughes che propose l'idea nel 1944, e si protrassero per due anni con un budget di soli 600.000 dollari. Gran parte delle prime sequenze furono girate a Miami in Florida e in California, poi negli studios della produzione. Tuttavia, alla fine delle riprese e del montaggio nel 1947, la pellicola ebbe scarso successo e guadagnò solo 1.712.959 di dollari al botteghino. Tre anni dopo, nel 1950, il regista deciderà di distribuire nuovamente il film con il titolo Mad Wednesday, tagliato da 89 a 76 minuti, sperando che avesse più successo ma invano.

## Riconoscimenti
Harold Lloyd fu candidato al Golden Globe per il miglior attore in un film commedia o musicale nel 1951.